# 鄭建盛
鄭建盛（1931年2月24日—2020年3月31日），印尼名穆罕默德·“鲍勃”·哈桑，印度尼西亞華裔商人，又称“胶合板大王”，前总统苏哈托的亲信。他於1998年一度担任贸易和工业部长，是蘇哈托新秩序時期唯一一位華裔部長，后来因腐败入狱。此外，他是印度尼西亚杂志《視角》的创始人和编辑，並从1984年9月起担任印度尼西亚田径协会主席直至去世。

## 早年生活
鄭建盛于1931年2月出生于荷屬東印度中爪哇三宝垄，父亲是印尼華裔烟草商人。他后来成为印度尼西亚陆军将军加托·蘇布羅托的养子。加托·蘇布羅托在1950年代指挥当时的苏哈托上校。

## 贸易與工业部长
1998年3月14日，鄭建盛獲苏哈托任命为贸易和工业部长，是唯一加入苏哈托内阁的华人。他的任命被视为苏哈托并没有认真考虑进行重大财政改革以克服1997年中期开始的亚洲金融危机的证据。危机期间，應国际货币基金组织的要求，印度尼西亚板材協會于1998年关闭。1998年5月21日，苏哈托在大规模抗议和骚乱后辞职，鄭建盛就此離開内阁。